# Pamětní dvoueurové mince roku 2016
Pamětní dvoueurové mince jsou speciální mince měny euro, které mají připomínat významnou historickou událost či aktuální dění ve vydávající zemi.  
V roce 2016 bylo vydáno 32 národních pamětních mincí. 
| Vydávající stát | Událost                                                                    | Množství   | Datum              |
| --------------- | -------------------------------------------------------------------------- | ---------- | ------------------ |
| Rakousko        | 200 let rakouské centrální banky Oesterreichische Nationalbank             | 16 000 000 | leden 2016         |
| Estonsko        | 100. výročí narození slavného estonského šachového velmistra Paula Kerese  | 500 000    | 7. ledna 2016      |
| Irsko           | Stoleté výročí Velikonočního povstání v Irsku                              | 4 500 000  | 20. ledna 2016     |
| Španělsko       | Památky světového kulturního a přírodního dědictví UNESCO – Segovia        | 8 000 000  | 5. února 2016      |
| Německo         | Sasko (série „Spolkové země“)                                              | 30 000 000 | 5. února 2016      |
| Francie         | Evropský pohár UEFA 2016                                                   | 10 000 000 | 5. února 2016      |
| Slovensko       | První Slovenské předsednictví Rady Evropské unie                           | 1 000 000  | 7. března 2016     |
| Belgie          | Olympijské hry                                                             | 375 000    | 24. března 2016    |
| San Marino      | 550. výročí úmrtí Donatella                                                | 85 000     | 5. dubna 2016      |
| Finsko          | Finský spisovatel a básník Eino Leino                                      | 1 000 000  | 25. dubna 2016     |
| Itálie          | 550. výročí úmrtí Donatella                                                | 1 500 000  | 29. dubna 2016     |
| Portugalsko     | Portugalský tým účastnící se olympijských her v Rio de Janeiru v roce 2016 | 650 000    | 3. května 2016     |
| Litva           | Baltská kultura                                                            | 1 000 000  | 3. května 2016     |
| Lucembursko     | 50. výročí otevření mostu „velkovévodkyně Charlotte“                       | 1 000 000  | 6. května 2016     |
| Itálie          | 2 200. výročí úmrtí Tita Maccia Plauta                                     | 1 500 000  | 21. května 2016    |
| Belgie          | Mezinárodní den pohřešovaných dětí                                         | 1 020 000  | 25. května 2016    |
| Monako          | 150. výročí založení Monte Carla Karlem III.                               | 15 000     | 1. června 2016     |
| Vatikán         | 200. výročí Corpo della Gendarmeria (vatikánské policie)                   | 105 000    | 2. června 2016     |
| Slovinsko       | 25. výročí nezávislosti Republiky Slovinsko                                | 1 000 000  | 20. června 2016    |
| Lotyšsko        | Lotyšské zemědělství                                                       | 1 010 000  | 19. července 2016  |
| Portugalsko     | 50 let od postavení prvního mostu spojujícího oba břehy řeky Tejo          | 500 000    | 19. července 2016  |
| Malta           | Chrámy Ġgantija                                                            | 350 000    | 22. srpna 2016     |
| Francie         | François Mitterrand                                                        | 10 000 000 | 12. září 2016      |
| San Marino      | 400. výročí smrti Williama Shakespeara                                     | 85 000     | 22. září 2016      |
| Vatikán         | Svatý rok Božího milosrdenství                                             | 105 000    | 13. října 2016     |
| Finsko          | Sté výročí narození filozofa Georga Henrika von Wrighta                    | 1 000 000  | 17. října 2016     |
| Lotyšsko        | Vidzeme                                                                    | 1 030 000  | 15. listopadu 2016 |
| Malta           | Úloha nadace „Malta Community Chest Fund“ ve společnosti                   | 380 000    | 5. prosince 2016   |
| Řecko           | 150. výročí vyhoření kláštera Arkadi                                       | 750 000    | 16. prosince 2016  |
| Řecko           | 120. výročí narození Dimitrije Mitropoulose                                | 750 000    | 16. prosince 2016  |
| Andorra         | 25. výročí andorrského rozhlasu a televize                                 | 85 000     | prosinec 2016      |
| Andorra         | 150 let Nové reformy z roku 1866                                           | 85 000     | prosinec 2016      |